# OSSI
L’Organisation des étudiants serbes à l’étranger est une association internationale non-lucrative, non-gouvernementale et apolitique, créée de la part des étudiants serbes en 1997.
Dès sa création, OSSI a comme but de regrouper tous les étudiants serbes qui habitent à l’étranger, de promouvoir la Serbie à l'étranger, mais aussi de permettre à ces étudiants de retourner plus facilement dans leur pays d’origine.
Le siège de l’organisation se trouve à Belgrade et ses branches dans les quinze pays de l’Europe, l’Amérique du Nord, l’Asie et l’Australie.
De plus en plus, l’organisation devient active à l’intérieur du pays au regard de la vie des étudiants.
En Serbie et à l’étranger, l’organisation promeut ses objectifs à travers des différentes manifestations et projets. En maintenant ses anciens partenariats, en développant sa base d'adhérents et en entreprenant de nouveaux projets, notre organisation ouvre de nouvelles possibilités aux étudiants serbes à l’étranger d’aller vers leur pays d’origine, mais aussi de faire connaître la Serbie dans le monde entier.
L’effectif de l’organisation changeait avec du temps. Aujourd’hui elle compte 10 000 membres dont 150 membres actifs.

## Histoire
OSSI a été créée mi-juillet 1997 par les groupes d’étudiants serbes en Europe et en Amérique du Nord. L’organisation voulait devenir une association globale de tous les étudiants serbes à l’étranger et avec le but de se développer partout dans le monde. Son idée principale est la réalisation des intérêts communs, la connexion de tous les étudiants serbes à l’étranger, le maintien du lien avec leur pays d’origine.
Dans seulement quelques mois de sa création, l’organisation a connecté les dix clubs d’étudiants serbes provenant des États-Unis, de l'Angleterre, de l'Allemagne et de la France.
Le siège de l’organisation se trouve à Belgrade. Le premier coordinateur était Jovan Ratkovic, (1997-1998), Norwich, Royaume-Uni, et le deuxième Aleksandar Jovovic, (1998-1999), Washington, États-Unis.

### Fondateurs
L’organisation OSSI a été créée par 15 étudiants serbes de l’Europe Occidentale et de l’Amérique du Nord. À ce jour, ils représentent des personnages importants dans le monde de la diplomatie, des travaux académiques, du business, des affaires internationales et de la politique. Ce sont:
●Jovan Ratkovic (coordinateur 1997-1998), Norwich, Royaume-Uni
●Aleksandar Jovovic (coordinateur 1998-1999), Washington, États-Unis
●Dejan Andjelkovic, Seattle, États-Unis
●Ivana Vujic, New Jersey, États-Unis
●Milan Zelcevic, Toronto, Canada
●Helena Zdravkovic, Hartford, Connecticut, États-Unis
●Vuk Jeremic, Londres, Royaume-Uni
●Aleksandar Kojic, Boston, États-Unis
●Milan Milenkovic, Stuttgart, Allemagne
●Milos Misajlovic, Londres, Royaume-Uni
●Ana Mitrovic, Boston, États-Unis
●Milan Pavlovic, New York, États-Unis
●Mihailo Petrovic, Paris, France
●Andreja Fajgelj, Paris, France
●Marko Skoric, Londres, Royaume-Uni

## Objectifs
Depuis sa création, l’organisation a suivi des objectifs suivants :
- aider les étudiants serbes à partir à l’étranger pour faire des études,
- aider les étudiants serbes àe rentrer dans leur pays d’origine après avoir fini leurs études à l'étranger,
- promouvoir la Serbie à l’étranger,
- organiser des stages en Serbie pour les étudiants serbes à l'étranger,
- promouvoir la coopération avec des associations similaires dans le monde.

## L’organigramme
Les fonctions dirigeantes d’OSSI sont : président, vice-président, assemblée générale et comité.
Les membres de l’assemblée générale sont tous les membres de l'organisation.
Les fonctions qui font vivre l’organisation sont : comité, équipes des membres actifs et auditeurs.

### Le Comité d’OSSI
Président - Alexandre Jakovljevic
Vice-président - Strahinja Matejic
Directrice des comités de branches : Marko Ivanovic
Directrice des médias - Jelena Matic
Directeur des finances et d’affaires intérieurs - Marko Njegovan

### Les branches d’OSSI
Les branches d’OSSI sont des associations des étudiants serbes à l’étranger. Leur objectif principal est de promouvoir la Serbie et de rassembler les étudiants serbes dans le pays de leur existence. Ces branches peuvent être créées sur ces quatre niveaux différents : auprès de l’Université, au niveau de la ville, de la région ou de l’État. Toutes les branches d’un même territoire coexistent au niveau national.  En ce moment, OSSI a 15 branches.

## Projets

### Les projets les plus importants d’OSSI de ces dernières années sont
Connaître la Serbie, possibilités, stages chez des Consulats serbes à l’étranger, Cadeaux de Noël pour des enfants, OSSIlation, Analyse comparative de la reconnaissances des diplômes, Guide pour faire des études à l’étranger,  Sur le chemin de la culture serbe, Summer Networking Event, Guide à travers le processus de la reconnaissance des diplômes obtenus à l’étranger, Enseignement dans les écoles secondaires, Fête nationale de la république de Serbie, Festival EXIT-OSSI, etc.
Plus de détails sur le site d’OSSI http://www.ossi.rs/projekti#menu .

### La fête nationale de la république de Serbie
Le projet de la Fête nationale de la république de la Serbie est créé par OSSI afin d’activer ses membres et de promouvoir la Serbie à l’étranger. L’objectif est d’aller plus haut, être plus professionnel et efficace dans sa promotion.
Plus de détails sur le projet : http://www.ossi.rs/projekat/8.

### Stages chez des Consulats serbes à l’étranger
Ayant en vue que les étudiants serbes à l’étranger sont déconnectés de la Serbie, on a incité des activités qui leur permettent de gagner de l’expérience professionnelle et en même temps de garder le contact avec la Serbie. Tout de suite on a pensé au partenariat avec des Consulats serbes à l’étranger.
Plus de détails sur le projet : http://www.ossi.rs/projekat/2.

### OSSIlation
OSSIlation est un événement centrale de regroupement des étudiants serbes à l’étranger qui a lieu à Belgrade une fois par an, et qui a chaque fois l'honneur d’avoir des invités renommés.
Plus de détails sur le projet : http://www.ossi.rs/projekat/1.

### Guide pour faire des études à l’étranger
Le projet “Guide pour faire des études à l’étranger” est le projet le plus important de tous les projets créés par OSSI. Le guide est une analyse comparative de tous les systèmes d’éducation dans tous les pays où OSSI a créé ses branches. Tous ces pays étaient analysés d'après les mêmes critères et la synthèse a engendré ce Guide. C’était la première fois que les étudiants serbes avaient la possibilité de lire au même endroit tout ce qui les intéressait par rapport les études à l'étranger.
Plus de détails sur le projet : http://www.ossi.rs/projekat/5.